# Bodyguard (britský televizní seriál)
Bodyguard je britský politický thrillerový televizní seriál, který vytvořil a napsal Jed Mercurio a produkovala ho společnost World Productions jako součást ITV Studios pro BBC . Šestidílný seriál se točí kolem fiktivní postavy policejního seržanta Davida Budda (Richard Madden), válečného veterána britské armády trpícího posttraumatickou stresovou poruchou, který nyní pracuje pro oddělení ochrany královské rodiny a politických osobností londýnské Metropolitní policie. Je přidělen jako hlavní bodyguard (PPO)ministryni vnitra Julii Montague (Keeley Hawes), s jejíž politikou nesouhlasí. Seriál upozorňuje na kontroverzní témata, jako je monitorování soukromých informací vládou a zneužití mocí zpravodajských služeb, politika intervencí a terorismu a posttraumatická stresová poruchy.
Seriál začal vysílat na BBC One 26. srpna 2018  a dosáhl nejvyšší sledovanosti pro nový seriál BBC v éře multikanálového vysílání a nejvyšší sledovanosti BBC od roku 2008.   BBC si seriál v roce 2016 objednala u tehdy nezávislé společnosti World Productions. Od doby, kdy společnost ITV Studios Global Entertainment v roce 2017 koupila, se o mezinárodní distribuci seriálu postarala právě tato společnost.  Netflix souhlasil s vysíláním pořadu mimo Spojené království a Irsko. 
Seriál se setkal s velkým ohlasem kritiky, zejména za Maddenův výkon.  Seriál získal řadu nominací na ceny, včetně ceny Zlatý glóbus za nejlepší televizní seriál – drama, přičemž Madden vyhrál Zlatý glóbus za nejlepšího herce v kategorii drama v televizním seriálu.  Na 71. ročníku udílení cen Primetime Emmy byl seriál nominován na cenu za nejlepší dramatický seriál. 